# RollerCoaster Tycoon 2
RollerCoaster Tycoon 2 er et computerspil, designet og udviklet af Chris Sawyer.

## Overblik
I RollerCoaster Tycoon 2, skal man som i RollerCoaster Tycoon (1), opstarte og opbygge en forlystelsespark. Ud over at bygge rutschebaner, boder med souvenirs, drinks og mad, og andre forlystelser, skal man sørge for at behage parkens gæster med bl.a. dekorationer og hygiejne.
Der er mulighed for enten at spille missioner, eller arbejde videre på allerede eksisterende Six Flag-parker i bl.a. Holland og Belgien. Som udgangspunkt spiller man indtil man har opnået et bestemt mål, som f.eks et bestemt antal besøgende, eller en bestemt værdi for parkens vurdering, men man kan fortsætte derefter hvis man har lyst til, at arbejde videre med den igangværende park. Med den medfølgende Editor, kan man også designe sine egne bane, med egne missioner. Denne editor er meget detaljeret, og udover at kunne designe hele parkens omgivelser og område efter ønske, kan man bestemme hvilke forlystelser man ønsker, hvilke udsmykningstemaer, osv., helt ned til en detalje som hvilke arter af træer man ønsker med i parken.